# بشت طاوة السفلي (بهمئي غرمسيري الجنوبي)
بشت طاوة السفلی (بالفارسية: پشت طاوه سفلی) هي قرية تقع في إيران في قسم بهمئي غرمسیري الجنوبي الريفي. يقدر عدد سكانها بـ 0 نسمة بحسب إحصاء 2016.